# عبد الله فواز
عبد الله فواز هو لاعب كرة قدم عماني في مركز central midfielder ‏، ولد في 3 أكتوبر 1996 في سلطنة عمان. شارك مع منتخب عمان لكرة القدم ، أما مع النوادي، فقد لعب مع نادي ظفار ، وحاليا محترف في نادي القادسية الكويتي.

## وصلات خارجية
- عبد الله فواز على موقع قاعدة بيانات كرة القدم.إي يو (الإنجليزية)
- عبد الله فواز على موقع ناشيونال فوتبول تيمز (الإنجليزية)
- عبد الله فواز على موقع Soccerway.com (الإنجليزية)